# Battaglia del Passo del Bracco
La battaglia del passo del Bracco è uno scontro avvenuto tra la divisione del generale Saint-Cyr dell'esercito francese dell'Armata d'Italia e le forze austriache del generale Klenau il 13 ottobre 1799. La battaglia, vinta dai francesi, allontanò momentaneamente le forze imperiali dalla Riviera di Levante, permettendo al generale Championnet di lanciare un'offensiva in Piemonte.

## Contesto storico
Le forze della coalizione in Italia trovarono particolare successo: l'iniziale disorganizzazione dei francesi e le capacità militari del generale Suvorov misero in seria difficoltà le truppe repubblicane, costrette a retrocedere dalla linea dell'Adige a quella dell'Adda per poi essere quasi scacciate dalla pianura e costrette a rifugiarsi tra le Alpi e gli Appennini. Si era rivelato inutile anche il tentativo del generale MacDonald di venire in soccorso dell'esercito di Moreau sfruttando gli uomini dell'Armata di Napoli. Intercettati, i francesi si trovarono impossibilitati a scendere in battaglia contro gli austro-russi mentre questi ultimi, lentamente, prendevano una dopo l'altra tutte le fortezze che ospitavano guarnigioni francesi in pianura.

## Antefatti

### Operazioni in Piemonte e l'arrivo di Championnet
Il 15 agosto, l'esercito della coalizione attaccò i francesi di Joubert, nonostante questi occupassero una posizione difensiva molto solida presso Novi. La battaglia perdurò per quasi tutto il giorno e, solo grazie ad un intervento del generale von Melas nel tardo pomeriggio, gli alleati riuscirono a scucire una pesante vittoria sui repubblicani, con molte perdite da entrambe le parti. I francesi, costretti a retrocedere sull'Appennino, abbandonarono la pianura piemontese mentre i coalizzati proseguirono nel loro assedio alla città di Tortona.

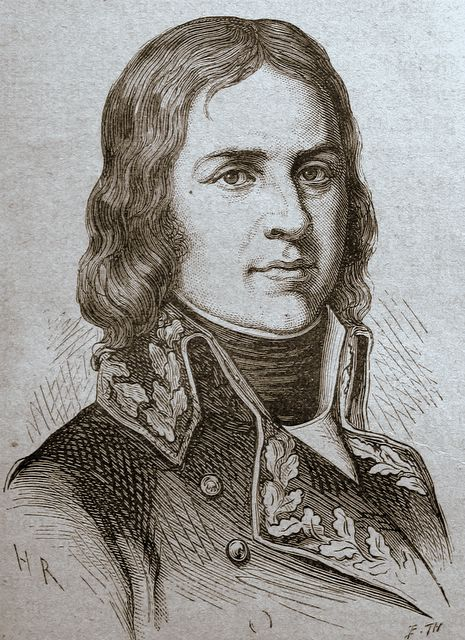
Jean Etienne Championnet

Presto, il maresciallo Suvorov ricevette l'ordine di abbandonare l'Italia in favore della Svizzera. Riluttante, decise di obbedire una volta che i suoi uomini avessero conquistato la città di Tortona, posta sotto assedio da qualche settimana e che sarebbe caduta verso la metà di settembre. Parallelamente a ciò, le truppe del generale Championnet, giunto in Italia con l'Armata delle Alpi, iniziarono a sbucare dai valichi alpini, occupando diverse città del Piemonte. Il comandante francese, seguendo le istruzioni del Direttorio, decise di collegarsi con Moreau, intento a fornire protezione alla città di Cuneo, unica roccaforte francese in saldo possesso repubblicano, e desideroso di tentare un ultimo soccorso alla città sotto assedio. La delicata operazione vide coinvolti tutti i reparti dei due eserciti, che tentarono di stabilire una linea difensiva tra la posizione austriaca e Cuneo. Il generale Grenier fu inviato in pianura per bloccare ogni tentativo austriaco di attaccare le armate repubblicane durante questa fase.
Grenier, sceso da Cuneo in pianura, intercettò la brigata di Gottesheim e la attaccò nei pressi di Fossano, mandandola in fuga. Questo attirò l'attenzione di von Melas, che si diresse verso il francese, intenzionato a vendicare la sconfitta patita dal suo sottoposto: due giorni dopo, a Savigliano, Grenier fu sconfitto, subendo perdite piuttosto pesanti. Il generale francese fece immediatamente ritorno a Cuneo, dove, nel frattempo, la congiunzione delle due armate fu completata con successo e gli austriaci, prudentemente, desistettero dall'attaccare la città, ritirandosi in direzione di Torino.
Evitato il pericolo, Championnet, che aveva ricevuto formalmente il comando dell'esercito francese dopo la scomparsa di Joubert, chiese a Moreau di poter esercitare in autonomia il proprio comando. Il generale francese, a cui era stato promesso un posto di comando nell'esercito del Reno, accettò e consegnò la propria armata nelle mani di Championnet, partendo immediatamente verso la Francia.

### Riorganizzazione dell'esercito
Championnet spostò il proprio quartier generale più ad ovest, lasciando Genova alle cure di Saint-Cyr, al quale aveva affidato l'ala destra del proprio esercito. La città, che costituiva il punto più orientale dei possedimenti francesi, era costantemente osservata dalle truppe del generale austriaco Klenau, che agli inizi di settembre si era infiltrato nella Riviera di Levante e l'aveva occupata. Da questa posizione, minacciava costantemente di entrare a Genova ogni volta che i francesi l'avessero abbandonata, per necessità o errore. La città aveva una valenza strategica notevole a causa del proprio porto ed era il centro logistico dell'esercito francese: qui venivano smistate le provviste destinate ai soldati, sebbene tali spedizioni fossero spesso tardive e carenti di cibo. Inoltre, le sue pesanti fortificazioni, la rendevano un baluardo difensivo, difficilmente conquistabile con un semplice assalto.

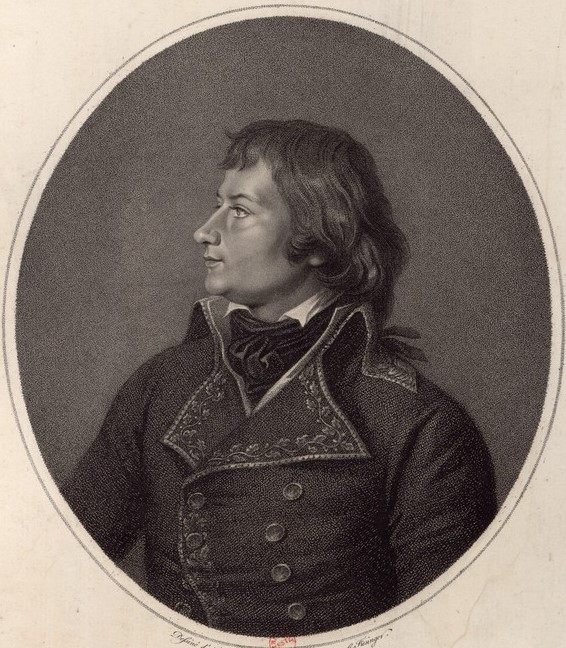
Laurent de Gouvion-Saint-Cyr

Saint-Cyr, abituato a trattare le situazioni di guerra con un'incredibile rigore logico, comprendeva perfettamente che l'unico modo per poter assecondare i progetti ambiziosi di Championnet era cacciare Klenau, decise di prendere l'iniziativa ed indirizzare i suoi uomini contro la brigata del generale austriaco: Championnet aveva dato autonomia a Saint-Cyr, che convogliò le sue risorse alla ricerca degli austriaci e alla realizzazione del piano per costringerli ad abbandonare la Liguria.
Nelle settimane precedenti vi erano state alcune schermaglie tra i due schieramenti: supportato da Karacsaj, proveniente da Novi, Klenau aveva preso l'importante villaggio di Torriglia, fondamentale per minacciare direttamente Genova. Il giorno dopo, il 27 settembre, Watrin si era lanciato alla sua riconquista, forzando Klenau a retrocedere e prendendo una buona posizione sugli Appennini.

## La battaglia

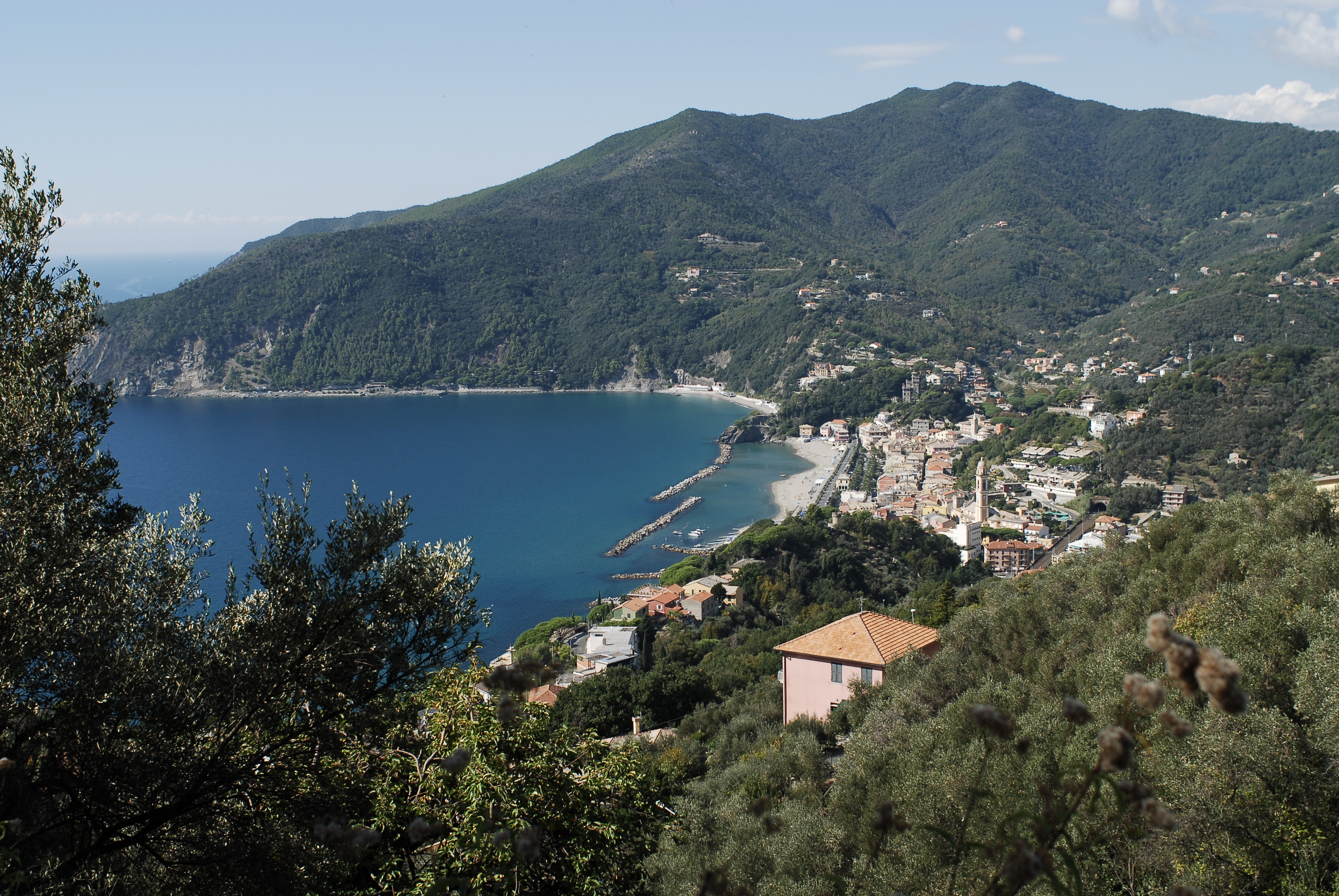
Moneglia

Saint-Cyr ordinò al generale Watrin di abbandonare la posizione rivolta verso Novi e di spostarsi in due marce fino a San Pietro di Vara, da dove avrebbe attaccato il passo del Bracco alle spalle del nemico. Un gruppo comandato dall'aiutante generale Gauthrin scese dal Trebbia fino a Bobbio, per coprirne il fianco sinistro. Fu raccomandato a Miollis di non effettuare alcun movimento in riva al mare finché quello della divisione di Watrin non fosse stato completato. Un battaglione del 106°, navigando lungo la costa su una flottiglia allestita nei giorni precedenti, era destinato a garantire il successo della spedizione, sbarcando a Moneglia. Se queste manovre avessero avuto pieno successo, Klenau sarebbe rimasto intrappolato assieme a tutta la sua brigata.
Watrin partì l'11 ottobre, rovesciò tutte le postazioni austriache che incontrò in montagna, e arrivò il 12 a San Pietro di Vara. Se Klenau fosse rimasto dietro il Lavagna sarebbe stato circondato senza via di fuga ma, avvertito dell'avvicinarsi dei francesi, lasciò la posizione, destinando a Chiavari solo una forte retroguardia. Fu in questo momento che Watrin vide parte della retroguardia di Klenau ritirarsi verso Sarzana: distaccò immediatamente il capo battaglione Guillaumin con i granatieri per tagliare loro questa via di ritirata, mentre fece spostare rapidamente attraverso dei sentieri scoscesi gli uomini del 78° e 30° per circondare queste truppe da ogni lato. I 600-700 austriaci si arresero e deposero le armi. Gli altri, invece, proseguirono fino a Borghetto e a La Spezia.
Watrin notò che un altro distaccamento nemico si stava avvicinando alle sue spalle: era il resto dell'avanguardia inseguito dalla colonna di Miollis. Fece scendere la sua riserva dai monti che ancora occupava e le ordinò di seguire gli austriaci. Arrivò davanti al passo del Bracco, dove i suoi nemici si erano fermati, come ad aspettarlo, con soli 40 uomini. Gli imperiali, circa 200 cacciatori di d'Aspre e 300 croati, si trovavano allora tra Miollis e Watrin. Il comandante austriaco del battaglione, vedendo il ridotto numero di francesi e forse tentando un bluff, inviò un ufficiale a intimare a Watrin di arrendersi, comunicandogli che era stato circondato da tutte le parti. Quest'ultimo approfittò dell'arrivo di questo ufficiale per sollecitare colui che lo aveva mandato a deporre le armi, assicurandogli che era lui, assieme a tutto il suo distaccamento, a trovarsi circondato. Il comandante austriaco chiese due ore per decidere; Watrin concesse solo due minuti, minacciando, in caso di rifiuto, di far fucilare l'intero distaccamento. Giunsero a breve la riserva di Watrin e la brigata di Miollis: l'ufficiale austriaco vide che non poteva fuggire e si fece prigioniero con il suo intero distaccamento.

## Conseguenze
Nel corso delle operazioni del 13 ottobre, gli austriaci persero 1200 uomini, tutti prigionieri. Tra i repubblicani, le perdite sono state stimate in un centinaio di uomini al peggio. I francesi riguadagnarono l'intera Riviera di Levante e gli inizi della valle del Taro e della Trebbia.
Klenau si ritirò in direzione della Toscana. Watrin era desideroso di inseguirlo e sconfiggere definitivamente uno dei comandanti più ostici ed intraprendenti tra le file austriache ma Saint-Cyr glielo proibì. Il comandante dell'ala destra francese aveva intenzione di assecondare i progetti di Championnet e inviò i suoi uomini sulla strada per Novi. L'intenzione era di creare un avamposto francese in pianura che permettesse al resto dell'esercito di avanzare senza ricevere minacce sul lato orientale.